# Guerra dos Sexos (2012)
Guerra dos Sexos é uma telenovela brasileira produzida e exibida pela TV Globo de 1 de outubro de 2012 a 26 de abril de 2013, em 179 capítulos. Substituiu Cheias de Charme e foi substituída por Sangue Bom, sendo a 81ª "novela das sete" exibida pela emissora.
Escrita por Silvio de Abreu, é um remake da telenovela homônima de 1983, escrita pelo próprio, e que reescreveu essa versão com a colaboração de Daniel Ortiz. A direção foi de Ary Coslov, Ana Paula Guimarães e Marcelo Zambelli, sob direção geral de Jorge Fernando, também diretor de núcleo.
Contou com Irene Ravache, Tony Ramos, Bianca Bin, Glória Pires, Edson Celulari, Luana Piovani, Reynaldo Gianecchini e Mariana Ximenes nos papéis principais.

## Enredo
Otávio e Charlote, que são primos e se odeiam, herdam uma fortuna de seus tios. Estes, sabendo das diferenças entre os sobrinhos, colocaram cláusulas no testamento exigindo que os dois administrassem juntos os bens e empresas, algo praticamente impossível. A trama se desenvolve em meio a histórias de traições e negócios suspeitos envolvendo amigos dos primos e do casal falecido, levando a disputas e apostas entre os homens e as mulheres.

## Elenco
| Intérprete           | Personagem                                         | Interpretado na versão de 1983 por |
| -------------------- | -------------------------------------------------- | ---------------------------------- |
| Irene Ravache        | Charlotte de Alcântara Pereira Barreto II (Charlô) | Fernanda Montenegro                |
| Irene Ravache        | Altamiranda de Fátima de Alcântara Além Castro     | Fernanda Montenegro                |
| Tony Ramos           | Otávio de Alcântara Rodrigues e Silva II           | Paulo Autran                       |
| Tony Ramos           | Domingos Plácido de Alcântara (Dominguinhos)       | Paulo Autran                       |
| Glória Pires         | Roberta Leone                                      | Glória Menezes                     |
| Edson Celulari       | Felipe de Alcântara Pereira Barreto                | Tarcísio Meira                     |
| Bianca Bin           | Carolina Carneiro (Carol)                          | Lucélia Santos                     |
| Mariana Ximenes      | Juliana de Alcântara Pereira Barreto               | Maitê Proença Claudia Raia         |
| Reynaldo Gianecchini | Fernando Cardoso (Nando)                           | Mário Gomes                        |
| Luana Piovani        | Vânia Trabucco de Moraes                           | Maria Zilda Bethlem                |
| Eriberto Leão        | Ulisses da Silva                                   | José Mayer                         |
| Thiago Rodrigues     | Zenon da Silva                                     | Edson Celulari                     |
| Paulo Rocha          | Fábio Marino                                       | Herson Capri                       |
| Drica Moraes         | Antonieta Carneiro (Nieta)                         | Yara Amaral                        |
| Fernando Eiras       | Dinorá Carneiro (Dino)                             | Ary Fontoura                       |
| Jesus Luz            | Ronaldo Brandão                                    | Paulo César Grande                 |
| Antônia Morais       | Isadora Novaes / Vicky Miller                      | Terezinha Sodré como Leda          |
| Mayana Moura         | Veruska Maldonado                                  | Sônia Clara                        |
| Guilhermina Guinle   | Manoela Vasconcellos Marino                        | Ada Chaseliov                      |
| Johnny Massaro       | Carlos Henrique dos Santos Leone (Kiko)            | Diogo Vilela                       |
| Marianna Armellini   | Afrodite da Silva Leone (Frô)                      | Cristina Pereira                   |
| Raquel Bertani       | Ana Luísa de Alcântara Pereira Barreto (Analú)     | Ângela Figueiredo                  |
| Thalita Lippi        | Lucilene Ramos                                     | Helena Ramos                       |
| Marilu Bueno         | Olívia                                             | Ela mesma                          |
| Daniel Boaventura    | Irineu Carneiro / Nenê Stallone                    | Hélio Souto                        |
| Débora Olivieri      | Semíramis da Silva                                 | Leina Krespi                       |
| Maria Carol Rebello  | Dalete                                             | Lys Beltrão                        |
| Jesuela Moro         | Maria Cecília Vasconcellos Marino (Ciça)           | Tatiana Issa                       |
| Marcelo Barros       | Montanha Duncrezio                                 | Fernando José                      |
| Hilda Rebello        | Dona Pepa (Tia)                                    |                                    |
| Ronnie Marruda       | Baltazar                                           | Wilson Grey como Ismael            |
| Thaís Portinho       | Divina                                             | Beth Wainberg                      |
| Daianny Cristian     | Geni                                               |                                    |
| Renata Ghelli        | Mirela                                             |                                    |

### Elenco de apoio
| Intérprete        | Personagem              |
| ----------------- | ----------------------- |
| Rodrigo Serrano   | Funcionário da Charlô´s |
| Felippe Luhan     | Funcionário da Charlô´s |
| Francisco Fortes  | Funcionário da Charlô´s |
| Fábio Guará       | Funcionário da Charlô´s |
| Felipe Hiatt      | Funcionário da Charlô´s |
| Camila Costa      | Funcionária da Charlô´s |
| Marcelo Ferreira  | Funcionário da Charlô´s |
| Antônio Entriel   | Funcionário da Charlô´s |
| Rafael Zolly      | Funcionário da Charlô´s |
| Elieu de Abreu    | Funcionário da Charlô´s |
| Paulo Rezende     | Funcionário da Charlô´s |
| Rogério Alecrim   | Funcionário da Charlô´s |
| Giovanni Capella  | Funcionário da Charlô´s |
| João Gabriel      | Funcionário da Charlô´s |
| Anderson Prateado | Funcionário da Charlô´s |

### Participações especiais
| Intérprete               | Personagem             |
| ------------------------ | ---------------------- |
| Mariana Ximenes          | Ela mesma              |
| Carlos Alberto Riccelli  | Vitório Leone          |
| Emiliano Queiroz         | Tabelião               |
| Rosamaria Murtinho       | Mirelle Darrieux       |
| Alessandra Maestrini     | Alessandra do Lago     |
| Julia Lemmertz           | Blanche Paes Leme      |
| Maitê Proença            | Madonna                |
| Claudia Ohana            | Rihanna                |
| Giulia Gam               | Gisele                 |
| Letícia Sabatella        | Angelina               |
| Regiane Alves            | Jennifer               |
| Jorge Fernando           | Wanderley              |
| Malvino Salvador         | Rodrigo Ramirez        |
| Grace Gianoukas          | Ludmila Petrovka       |
| Helena Fernandes         | Natália                |
| Ellen Rocche             | Marivalda              |
| Xuxa                     | Terezinha Romano       |
| Fiuk                     | Daniel                 |
| Germano Pereira          | Demônio Ruivo          |
| Márcio Machado           | Raposo                 |
| Renata Celidônio         | Iracema                |
| Dja Marthins             | Maria                  |
| Paulo Giardini           | Médico                 |
| Charles Myara            | Chefe de Ulisses       |
| Ricardo Blat             | Moysés                 |
| Márcio Vito              | Agenor                 |
| Paulo Reis               | Giocondo Salgado       |
| Junior Prata             | Doutor Clementino      |
| Ricardo Duque            | Celso                  |
| Luísa Thiré              | Gertrudes Souza        |
| Cristiane Alves          | Amanda                 |
| Isio Ghelman             | Ary                    |
| João Bourbonnais         | Adelino                |
| Ricardo Pavão            | Diretor Positano Sport |
| Anna Cristina Campagnoli | Compradora da Charlô´s |
| Nicolle Castro           | Juliana (criança)      |

## Produção
A ideia de se fazer um remake de Guerra dos Sexos surgiu em 2010, devido à boa aceitação que os remakes produzidos na época estavam tendo. Em dezembro do mesmo ano, o autor Silvio de Abreu confirmou que a nova trama estrearia em 2012. A trama estava prevista para substituir Aquele Beijo, no primeiro semestre de 2012. Porém, com a aprovação da sinopse de Cheias de Charme, a trama foi adiada, estreando apenas em outubro de 2012.
Tony Ramos se afastou das gravações no meio da trama. A explicação para o sumiço foi que seu personagem Otávio decidiu sumir da vida da sua prima Charlô (Irene Ravache). Na primeira versão, o ator Paulo Autran também se afastou da trama, mas por motivo de saúde. Já no remake, este sumiço já estava previsto. A última cena do ator foi ao ar em 2 de fevereiro de 2013. Porém no capítulo do dia 7 de março de 2013, o ator voltou à trama, dessa vez sem bigode e na pele do lusitano Dominguinhos. A intenção era deixar o público na dúvida se Dominguinhos era realmente um primo distante de Otávio ou se era o próprio. Para a trama ficar mais agitada, o personagem Otávio reapareceu na trama no capítulo do dia 16 de abril de 2013. A partir daí, ele e Dominguinhos e Otávio passaram a se alternar em cena, sem que as pessoas soubessem se eles eram ou não eram uma única pessoa.
A equipe de cenografia da novela criou uma cidade cenográfica, representando o bairro da Mooca. Foram 4 meses de pesquisas na região para poder retratar fielmente parte do bairro paulista. Já a loja Charlô’s foi construída dentro do Projac e ocupou uma área de 1200 metros. Para dar a sensação de um espaço grande, foram colocados vários espelhos, que ajudavam a simular diversos andares

### Vinheta de abertura
Como na versão original a abertura foi e é ao som dos The Originals com a música "Guerra dos Sexos". Outro fato importante é que recriaram a cena antológica da 1ª versão da trama. O casal protagonista revive a cena antológica da versão da novela de 1983, imortalizada por Paulo Autran e Fernanda Montenegro, que brigam e atiram comida um no outro durante uma briga no café da manhã. Depois disso, o foco da câmera muda para os animais que estão na sala e dividem a abertura com os protagonistas, mostrando que os conflitos entre os sexos em busca por superioridade não é privilégio dos humanos: ela também acontece entre cachorros, gatos, ratos e aves.

### Escolha do elenco
Cláudia Raia foi cotada inicialmente para interpretar Roberta, na qual faria par romântico com Reynaldo Gianecchini, até então escalado para interpretar Felipe; porém mais tarde foi oferecido a atriz o papel de Vânia, onde faria par com seu ex-marido, Edson Celulari (posteriormente escalado para interpretar Felipe), mas para se dedicar a peça Cabaret, deixou o elenco. Para a personagem Vânia Trabucco, antes da escolha de Luana Piovani, foram cotadas mais três atrizes: Alinne Moraes (que recusou devido aos preparativos da peça Dorotéia, que protagonizou), Gabriela Duarte e Grazi Massafera (que saiu da trama devido à proximidade do nascimento de sua filha Sofia). A escolha de Luana Piovani marcou a volta da atriz às novelas após treze anos de sua última trama, Suave Veneno (1999). Márcio Garcia foi escalado para viver Fábio Marino, porém, recusou o papel, que coube ao ator português Paulo Rocha, que anteriormente esteve em Fina Estampa.
Assim como Paulo César Grande estreava nas novelas na primeira versão, Jesus Luz também estreou como ator, após superar nos testes jovens nomes como Guilherme Winter, Guilherme Duarte e Fábio Bianchini. A telenovela marcou a estreia de Antônia Moraes, filha da atriz Glória Pires, na televisão. A atriz só começou a gravar a novela no dia 15 de dezembro de 2012. Na trama, ela contracenou com o modelo Jesus Luz. A personagem entrou na trama no capítulo 79, que foi ao ar em 31 de dezembro de 2012. Marilu Bueno interpretou a mesma personagem da versão original de 1983. Após 15 anos afastado das novelas, Carlos Alberto Riccelli voltou para uma participação especial no primeiro capítulo, como Vitório, marido de Roberta Leone. O ator foi convidado justamente para fazer par com Glória Pires, com quem havia contracenado em Vale Tudo, em que fizeram sucesso como o casal de vilões César e Maria de Fátima. Fotos do casal na época foram reaproveitadas para decorar os porta-retratos da casa de Roberta na novela. A telenovela também marcou o retorno de Drica Moraes à telinha. Após uma luta contra o câncer, a atriz voltava às novelas numa personagem fixa. A última aparição de Drica em novelas foi numa participação em Ti Ti Ti. Também marcou o retorno de Reynaldo Gianecchini às novelas, após também lutar contra um câncer. O ator foi confirmado na trama enquanto ainda estava em tratamento.

### Participações
Os cantores Xuxa e Fiuk fizeram participações especiais no último capítulo. Mas, ao invés de interpretarem eles mesmos, como é de costume, encarnaram personagens da novela. Fiuk aparece nas lojas Charlô's como Daniel, ex-namorado de Lucilene que reata seu relacionamento com a secretária. Já Xuxa, foi a fofoqueira Terezinha Romano, a funcionária da Charlô's com quem a divertida Frô vivia se comunicando e trocando fofocas pelo telefone. A personagem foi citada a novela inteira, mas só apareceu no último capítulo para assumir o lugar da amiga na lanchonete da loja. Mariana Ximenes, intérprete da personagem Juliana, também fez uma "participação especial" no último capítulo como ela mesma, dando as caras no estúdio do fotógrafo Fábio, que na novela era apaixonado pela personagem de Mariana. Ao ver a atriz, ele a confunde com Juliana, e depois se encanta por ela, dando a entender que os dois ficaram juntos no final.
Cinco atrizes que fizeram par romântico com Edson Celulari em outras novelas fizeram participação especial como ex-mulheres de Felipe, em referência aos referidos casais: Maitê Proença (que fez par em Sassaricando e Vila Madalena), Cláudia Ohana (em Amor com Amor Se Paga), Giulia Gam (em Que Rei Sou Eu?, Dona Flor e Seus Dois Maridos e Fera Ferida), Regiane Alves (em Beleza Pura) e Letícia Sabatella (em Torre de Babel). As cenas do reencontro foram ao ar a partir do dia 27 de outubro de 2012.

### Homenagens
Sílvio de Abreu prestou homenagem a João Emanuel Carneiro, autor de Avenida Brasil, pelo sucesso estrondoso da trama do horário nobre. A reverência se deu no capítulo 105, em 30 de janeiro de 2013, em uma cena em que Otávio (Tony Ramos), interessado em investigar os passos de Zenon (Thiago Rodrigues), telefona para um amigo chamado João Emanuel, pedindo uma indicação de um detetive e reage animado ao ouvir o nome do investigador, Leleco (personagem de Marcos Caruso na telenovela de Carneiro).
O autor também fez uma homenagem a Gilberto Braga, usando como referência um trecho da novela Vale Tudo. Na cena, Nieta (Drica Moraes) rasga o vestido de casamento de Carolina (Bianca Bin) quando descobre que a filha não estava grávida e que ela planejava rolar as escadas pra farsa nunca ser descoberta. O nome das personagens que participaram desta cena em Vale Tudo também foram citadas. A cena foi ao ar no dia 15 de abril de 2013.

### Classificação indicativa
Inicialmente a trama foi exibida com classificação livre para todos os públicos, podendo ser assistida por pessoas de qualquer idade. Mas o Ministério da Justiça interveio na trama e a partir de 6 de dezembro de 2012, a trama passou a ser exibida como não recomendável para menores de 10 anos. Segundo o Ministério, a alteração ocorreu porque "a obra apresentou conteúdos relacionados a insinuação sexual e linguagem de conteúdo sexual, apelo sexual, ato violento e consumo de drogas lícitas". A Globo não recorreu da decisão, pois a reclassificação não alterou o horário de exibição da novela.

## Exibição

### Exibição internacional
| Exibição pelo mundo  | Exibição pelo mundo | Exibição pelo mundo | Exibição pelo mundo     | Exibição pelo mundo    | Exibição pelo mundo | Exibição pelo mundo | Exibição pelo mundo |
| País                 | Canal               | Título local        | Estreia                 | Final                  | Horário semanal     | Hora                | Ref.                |
| -------------------- | ------------------- | ------------------- | ----------------------- | ---------------------- | ------------------- | ------------------- | ------------------- |
| Brasil               | TV Globo            | Guerra dos Sexos    | 1º de outubro de 2012   | 26 de abril de 2013    | Segunda a Sábado    | 19:251              | [ 82 ]              |
| São Tomé e Príncipe  | TVS                 | Guerra dos Sexos    | 8 de outubro de 2012    | 5 de maio de 2013      | Segunda a Sábado    | 19:00               | —                   |
| Portugal             | Globo Portugal      | Guerra dos Sexos    | 3 de março de 2013      | 13 de julho de 2013    | Segunda a Domingo   | 20:00               | [ 83 ]              |
| Moçambique           | STV                 | Guerra dos Sexos    | 12 de fevereiro de 2014 | 12 de setembro de 2014 | Segunda a Sexta     | 19:00               | [ 84 ]              |
| El Salvador          | TCS Canal 4         | ¿Pelea o Amor?      | 10 de março de 2015     | 15 de outubro de 2015  | Segunda a Sexta     | 18:00               | [ 85 ]              |
| República Dominicana | Tele Antillas       | ¿Pelea o Amor?      | 20 de abril de 2015     | 2 de outubro de 2015   | Segunda a Sexta     | 14:00               | [ 86 ]              |
| Canadá               | OMNI                | Guerra dos Sexos    | 21 de setembro de 2015  | 4 de março de 2016     | Segunda a Sexta     | 16:00               | —                   |
| Coreia do Sul        | TeleNovela          | 사랑과전쟁          | 4 de fevereiro de 2016  | 19 de novembro de 2016 | Quinta a Sábado     | 10:00               | [ 87 ]              |
| Honduras             | VTV                 | ¿Pelea o Amor?      | 23 de novembro de 2016  | 12 de maio de 2017     | Segunda a Sexta     | 21:00               | [ 88 ]              |
| Guatemala            | Canal 3             | ¿Pelea o Amor?      | 16 de março de 2017     | 4 de setembro de 2017  | Segunda a Sexta     | 22:00               | [ 89 ]              |
| Paraguai             | Paravisión          | ¿Pelea o Amor?      | 13 de junho de 2017     | 11 de dezembro de 2017 | Segunda a Sexta     | 20:00               | [ 90 ]              |
| Nicarágua            | Televicentro        | ¿Pelea o Amor?      | 10 de julho de 2017     | 25 de dezembro de 2017 | Segunda a Sexta     | 20:00               | [ 91 ]              |
| Peru                 |                     | ¿Pelea o Amor?      | Brevemente              | Brevemente             | Brevemente          | Brevemente          | [ 92 ]              |

### Outras mídias
Em 15 de maio de 2023, foi disponibilizada pelo Globoplay como parte do Projeto Originalidade, com a atualização para o formato de exibição original; com o formato de imagem restaurado em Full HD, além de aberturas, vinhetas de intervalo e encerramento originais.

## Repercussão

### Avaliação em retrospecto
A telenovela foi alvo de críticas entre os mais renomados especialistas e canais de comunicação e entretenimento. O principal alvo dessas críticas era o tema central da novela, que era a disputa entre homens e mulheres. Bastante relevante nos anos 80, o tema foi visto como datado em pleno século 21. Como se tratava de um tema superado, não havia sentido em abordá-lo numa novela, ainda mais como ponto central de toda a história. Também foram criticadas a direção exagerada da novela, também como a atuação dos atores, vistas com acima do tom. 

### Recepção do público
Aparentemente a classe C e D rejeitaram a novela e seus personagens cômicos. Após várias pesquisas foi comprovado que os telespectadores queriam um tema mais romântico e melodramático para fisgar o público. Em função disso, o triângulo amoroso entre Nando (Reynaldo Gianecchini), Roberta (Glória Pires) e Juliana (Mariana Ximenes) acabou ganhando mais espaço na trama, enquanto o núcleo principal entre a disputa cômica dos primos Charlô (Irene Ravache) e Otávio (Tony Ramos) ficou apagada da trama.

### Audiência
Seu capítulo de estreia marcou 28 pontos e share de 52% . No dia 24 de dezembro de 2012 , noite de Natal a novela acabou marcando apenas 16 pontos na Grande São Paulo. O seu recorde negativo ocorreu no dia 31 de dezembro de 2012, marcando somente 15 pontos . Já o seu recorde de audiência foi de 31 pontos, que foram alcançados no dia 23 de abril de 2013, na sua última semana de exibição. Nesse dia foi revelado o mistério do Bigode Preto, mistério esse que se fez presente desde o início da trama e a tentativa de Manoela matar Fábio incendiando o seu estúdio fotográfico.
O último capítulo marcou média de 28 pontos, mesmo índice da sua estreia. A média geral da novela foi de 23 pontos, sendo uma das menores audiências do horário.

### Prêmios e indicações
| Ano  | Prêmio                | Categoria         | Indicação            | Resultado |
| ---- | --------------------- | ----------------- | -------------------- | --------- |
| 2013 | Prêmio Contigo! de TV | Melhor Novela     | Silvio de Abreu      | Indicado  |
| 2013 | Prêmio Contigo! de TV | Atriz de Novela   | Gloria Pires         | Indicado  |
| 2013 | Prêmio Contigo! de TV | Atriz de Novela   | Irene Ravache        | Indicado  |
| 2013 | Prêmio Contigo! de TV | Atriz de Novela   | Mariana Ximenes      | Indicado  |
| 2013 | Prêmio Contigo! de TV | Ator de Novela    | Edson Celulari       | Indicado  |
| 2013 | Prêmio Contigo! de TV | Ator de Novela    | Reynaldo Gianecchini | Indicado  |
| 2013 | Prêmio Contigo! de TV | Ator de Novela    | Tony Ramos           | Indicado  |
| 2013 | Prêmio Contigo! de TV | Atriz Coadjuvante | Bianca Bin           | Indicado  |
| 2013 | Prêmio Contigo! de TV | Atriz Coadjuvante | Drica Moraes         | Indicado  |
| 2013 | Prêmio Contigo! de TV | Atriz Coadjuvante | Luana Piovani        | Indicado  |
| 2013 | Prêmio Contigo! de TV | Ator Coadjuvante  | Daniel Boaventura    | Indicado  |
| 2013 | Prêmio Contigo! de TV | Ator Coadjuvante  | Eriberto Leão        | Indicado  |
| 2013 | Prêmio Contigo! de TV | Ator Coadjuvante  | Fernando Eiras       | Indicado  |
| 2013 | Prêmio Contigo! de TV | Atriz Infantil    | Jesuela Moro         | Indicado  |
| 2013 | Prêmio Contigo! de TV | Revelação da TV   | Raquel Bertani       | Indicado  |
| 2013 | Prêmio Contigo! de TV | Autor de Novela   | Silvio de Abreu      | Indicado  |
| 2013 | Prêmio Contigo! de TV | Diretor de Novela | Jorge Fernando       | Indicado  |
| 2013 | Meus Prêmios Nick     | Ator Favorito     | Reynaldo Gianecchini | Indicado  |
| 2013 | Meus Prêmios Nick     | Atriz Favorita    | Mariana Ximenes      | Indicado  |